# Донецкий казённый завод химических изделий
Донецкий казенный завод химических изделий (укр. Донецький казенний завод хімічних виробів) — предприятие по выпуску боеприпасов, средств взрывания и промышленных взрывчатых веществ, расположенное в Куйбышевском районе Донецка.
Входит в перечень предприятий, имеющих стратегическое значение для экономики и безопасности Украины.
С 2014г. предприятие располагается на территории и входит в состав предприятий непризнанной Донецкой Народной Республики, но после 2014–15 года практически разрушен.

## История
Строительство завода было начато в предвоенные годы, завод начал работу в середине 1940-х годов.
В советское время завод стал одним из флагманов оборонной индустрии СССР. Основными направлениями деятельности завода стали выпуск широкой номенклатуры боеприпасов для Вооружённых Сил, а также производство промышленных взрывчатых веществ.
В послеперестроечное время выпуск боеприпасов для потребностей Вооружённых Сил был практически свёрнут и основным направлением производственной деятельности стала утилизация боеприпасов с истёкшим сроком хранения.
В независимой Украине завод находился в сфере управления Министерства промышленной политики.
В 2002 году завод был привлечён к утилизации 400 тыс. противопехотных мин ПМН, ПМН-2, находившихся в распоряжении вооружённых сил Украины. Финансирование для осуществления работ по утилизации противопехотных мин было предоставлено НАТО.
Кроме того, завод периодически выполнял работы по реставрации артиллерийских снарядов с заменой пришедших в негодность элементов и продлением срока хранения.
После создания в декабре 2010 года государственного концерна «Укроборонпром», в 2011 году завод вошёл в состав концерна.
В течение 2012 года в ходе выполнения государственной программы утилизации избыточного имущества вооружённых сил Украины завод выполнил утилизацию непригодных к использованию боеприпасов общей стоимостью почти 39 млн. гривен (2,7 тыс. тонн инженерных боеприпасов, 670 тонн артиллерийских мин и свыше 600 тонн реактивных снарядов).
В течение 2013 года завод утилизировал 304,2 тонны боеприпасов, изготовил и реализовал 4 тыс. тонн промышленной взрывчатки.
К началу февраля 2014 года ДКЗХИ специализировался на утилизации боеприпасов, а также изготавливал промышленную взрывчатку (аммонит, граммонит, тротиловые шашки, заряды для проведения сейсмических работ, кумулятивные заряды для перфорации разведочных и промышленных скважин нефтегазового комплекса). Особенностью применяемой технологии являлось то, что промышленные взрывчатые вещества изготавливались из составляющих боеприпасов, утилизируемых промышленным методом.
19 февраля 2014 года директор ДКЗХИ сообщил, что заводом освоен выпуск нового типа промышленной взрывчатки: аммонита ГФ-5, имеющего повышенную устойчивость к выгоранию за счёт введения в рецептуру формиата кальция вместо полифосфата натрия
После начала боевых действий на востоке Украины, завод оказался в зоне боевых действий.
28 июня 2014 года  сепаратисты заняли завод.
В течение 2014 - 2015 годов завод неоднократно подвергался артиллерийским обстрелам, что вызвало детонацию взрывчатых материалов на складах завода.